# 館藏淘汰

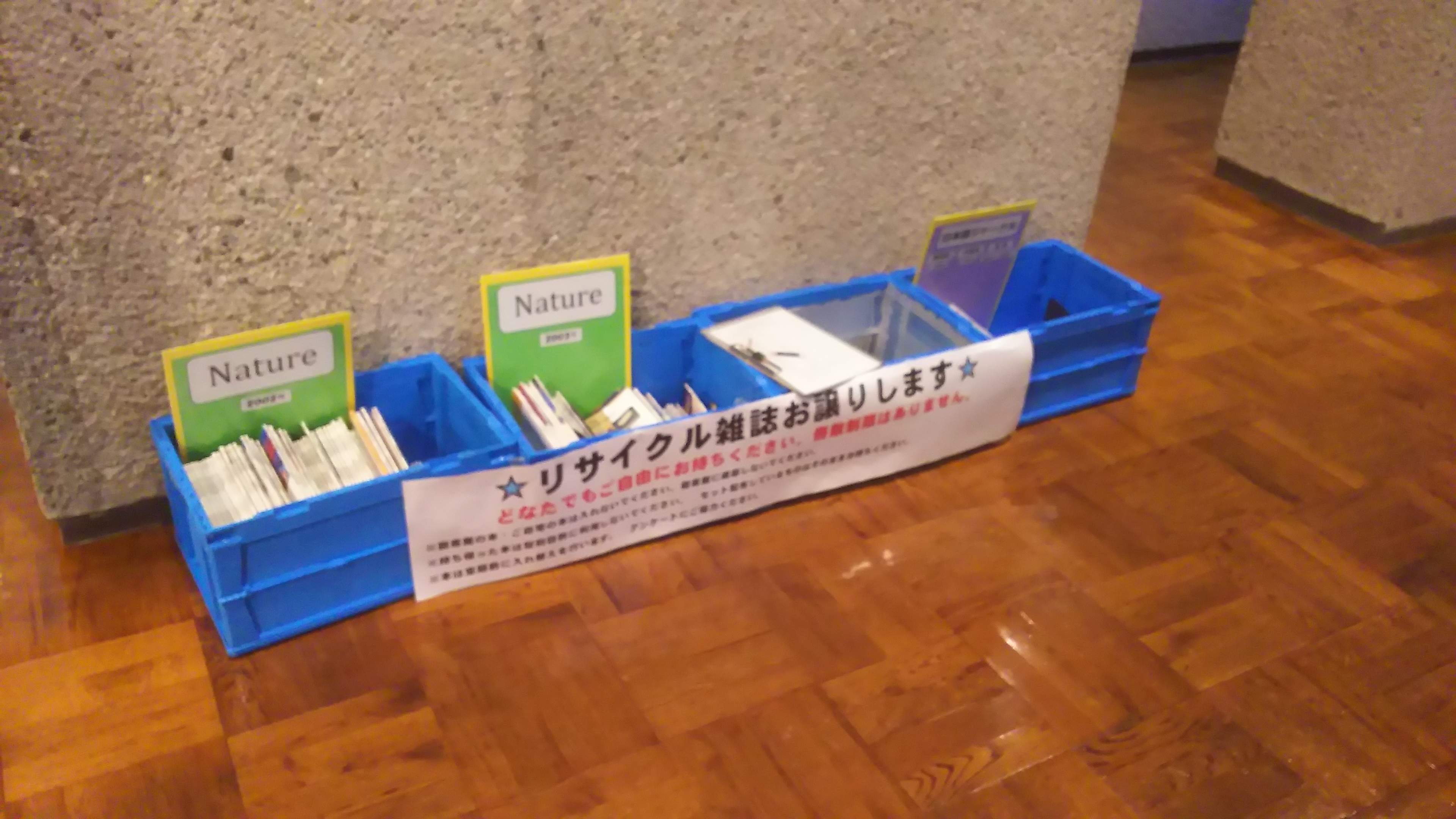
日本筑波市立中央图书馆的馆藏淘汰杂志免费领取区

館藏淘汰（或稱館藏汰舊），是圖書館館藏工作之一。即是館方針對把罕用、不堪使用或不再使用等這類讀者使用率較低的館藏淘汰。
當名單確定後，將書籍一一挑出，接著根據讀者使用率，而作不同的處份，如移架另置他處存放，採閉架式管理。或註銷、財產轉移或二手書籍名義出售等等。
此外，圖書館除了定期作汰舊外，臨時遇到一些特殊場合，也會有此動作，如發現館藏空間不足、館藏過於老舊、圖書館任務或目標改變之時，都宜有館藏汰舊的配合。在網路時代，除了舊的紙本資料需要汰外，網路資源也需要時時更新，以免造成讀者使用上之不便。